# Hal Geer
Harold Eugene "Hal" Geer (Oronogo, 13 de setembro de 1916 -  Simi Valley, 26 de janeiro de 2017) foi um produtor e cineasta americano, destacado por sua associação à franquia Looney Tunes.

## Carreira militar
Antes de sua carreira na indústria do entretenimento, Geer atuou como operador de câmera de combate na 16ª Unidade de câmeras de combate, alistando-se apenas duas semanas após o ataque a Pearl Harbor. Como sargento, ele participou de vários projetos importantes, incluindo o documentário "China Crisis", recebeu uma comissão de campo do tenente e participou de 86 missões de combate durante a Segunda Guerra Mundial. Ele permaneceu nas Reservas do Exército por 24 anos, alcançando o posto de Major. Além de suas funções de vôo, ele também trabalhou como cinegrafista durante a guerra, e sua experiência neste trabalho o ajudou a garantir uma posição no departamento de efeitos especiais da Warner Bros. após o término da guerra.  

## Carreira no cinema

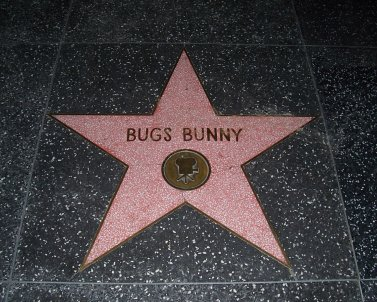
Estrela do Pernalonga na Calçada da Fama de Hollywood.

Geer trabalhou posteriormente na The Walt Disney Company de 1950 a 1955 no departamento de efeitos especiais. Após seu emprego na Disney, Geer trabalhou em várias empresas de produção independentes antes de ser trazido de volta à Warner Bros. pelo produtor William L. Hendricks em 1967, iniciando uma associação de vinte anos com Looney Tunes. Inicialmente, atuou como editor de filmes (que, na indústria da animação, significa editor de efeitos sonoros) nos desenhos animados Looney Tunes e Merrie Melodies, que duraram até 1969, quando a Warner Bros. deixou de produzir seus curtas teatrais. No entanto, Geer foi contratado para ajudar na produção do The Bugs Bunny Show e, eventualmente, elevado a co-produtor do show em 1975.
Após a aposentadoria de Hendricks, dois anos depois, Geer assumiu sua posição e se tornou o chefe de fato da série Looney Tunes. Em 1980, a Warner Bros. oficialmente restabeleceu seu estúdio de desenho animado como Warner Bros. Animação, com Geer instalado como sua primeira cabeça. Logo ele se juntou ao veterano diretor de Looney Tunes, Friz Freleng, e juntos os dois produziram vários filmes de compilação e especiais de televisão, incluindo The Looney Looney Looney Looney Filme de Pernalonga e terceiro filme de Pernalonga: 1001 Rabbit Tales. Durante a administração do novo estúdio de animação, Geer encabeçou uma campanha para dar a Bugs Bunny sua própria estrela na Calçada da Fama de Hollywood, concedida em 1985.

## Carreira posterior
Geer se aposentou da Warner Bros. e da indústria cinematográfica em 1987 e, posteriormente, iniciou uma carreira de palestras a bordo de navios de cruzeiro. Ele completou 100 anos em setembro de 2016 e morreu em janeiro de 2017 em Simi Valley, Califórnia.